# メルセデス・ベンツ・GLC
メルセデス・ベンツ・GLC（Mercedes-Benz GLC）は、ドイツの自動車メーカーであるメルセデス・ベンツ・グループが生産し、同社がメルセデス・ベンツブランドで販売している高級SUVである。GLKクラスの事実上の後継車である。なお、派生モデルであるGLCクーペについても、本稿で述べる。

## 初代（X253・C253、2016年 - 2023年）
2015年6月17日、SUVがワールドプレミア。
ダイムラーは2015年より、メルセデスブランドにおいて一部車種の車名変更を行っており、Gクラスを除く全てのSUVモデルにはGLが付き、最後に車格を表す「S」、「E」、「C」が付くことになった。本モデルの名称も、この法則に準じたものである。
Cクラス（W205）と同様のプラットフォームを採用し、エクステリア、インテリアもCクラスに準じたデザインとなっている。ボディサイズは全長4,660mm×全幅1,890mm×全高1,645mm、ホイールベースは2,870mmとなっており、先代のGLKクラスと比べ、全長は100mm、全幅は50mm拡大され、全高は25mm低められた。ホイールベースは115mm延長され、座席スペースおよびラゲッジスペースの拡大に寄与している。なお、W205（Cクラスセダン）と比較すると全長は30mm短く、全幅は80mm広く、ホイールベースは30mm伸びている。
駆動系では、4輪駆動の王道であるトランスファーを搭載するパーマネント式4輪駆動となる。駆動配分は左ハンドル仕様車：前後45対55、右ハンドル仕様車：前後33対67である。変速機はガソリンエンジン仕様には9段の「9Gトロニック」を搭載。後述するプラグインハイブリッド車の「GLC350e」には7段の「7Gトロニックプラス」が搭載される。走行モードは「ECO」、「Comfort」、「Sport」、「Sport+」、「Individual」（インディビジュアル）の4モードが選択可能である。
ドイツ本国でのラインナップは、2.0L 直列4気筒ターボの「GLC250 4MATIC」、同型エンジンだがチューニングが異なる、高出力タイプの「GLC300 4MATIC」、2.1L 直列4気筒ディーゼルターボの「GLC220d 4MATIC」、同型エンジンだがチューニングが異なる、高出力タイプの「GLC250d 4MATIC」、2.0L 直列4気筒ターボエンジンにプラグインハイブリッドシステムを組み合わせた「GLC350e 4MATIC」、メルセデスAMGが設計監修し、メルセデス社内で生産される3.0L V型6気筒ツインターボエンジンを搭載する「メルセデスAMG GLC43 4MATIC」が用意される。米国仕様車には、発売当初から「GLC300」（2.0L直列4気筒ターボの高出力仕様を搭載・後輪駆動ならびに4MATIC）が用意されている。
派生モデルとして、クーペ仕様のGLCクーペが用意されている。外観はフロントホイールから始まるドロッピングライン、ボディ下部を緩やかに上昇させ、実際よりも長く見せる効果を持つカウンターライン、高い位置に配してサイドウィンドウの高さを視覚的に低く見せるベルトラインの3つのサイドラインで構成されたサイドビューとした。フロントの「ダイヤモンドフロントグリル」はGLEクーペなどのスポーツモデル同様にシングルルーバーにスリーポインテッド・スターを一体化させたデザインとし、フロントグリル下のバンパーにはAウイングと大型エアインテークを採用。クロスオーバーSUV特有の要素としてフロントオーバーハングは短めにし、アンダーガードを備えている。リアデザインはクーペ特有のデザインとなり、バンパーはエグゾーストエンドと一体化し、アンダーガードをディフューザー形状とした。また、Sクラスクーペで初めて導入された細い分割型のリアコンビネーションランプ、中央配置のスリーポインテッドスター、シャープな形状のスポイラーリップは本モデルにも採用されている。
直接的なライバルは、BMW・X3、アウディ・Q5、ポルシェ・マカン、レクサス・NXとされる。
当代は、メルセデス・ベンツのベストセラーとなり、2020年と2021年にはCクラスを抑えて、ブランドで最も販売台数の多いモデルとなった。前身のGLKを含めた、全世界での累計販売台数は、260万台を突破した。

### 日本仕様
2016年2月9日、発表・発売。キャッチフレーズは『いよいよ Cクラスに、SUV』となっている。GLKクラスでは、構造上の問題から右ハンドル仕様が用意されなかったが、GLCはプラグインハイブリッド車を除いて全て右ハンドル仕様である。グレード体系は「GLC250 4MATIC」、「GLC250 4MATIC Sports」、「GLC250 4MATIC Sports（本革仕様）」の3グレードが用意され、すべて四輪駆動である。日本での発売を記念してGLC250 4MATIC Edition 1を250台限定で発売した。
同年9月9日、プラグインハイブリッド仕様の「GLC350 e 4MATIC Sports」（左ハンドル設定のみ）およびメルセデスAMG仕様の「メルセデスAMG GLC43 4MATIC」が発表され、同日より販売を開始した。
2017年2月22日、日本仕様のGLCでは唯一の2輪駆動（後輪駆動）車「GLC200」・「GLC200 Sports」、及び「GLC250」と同じ内外装・機能装備としつつ、2.2L直列4気筒BlueTECエンジンである651型を搭載したクリーンディーゼル車仕様の「GLC220 d 4MATIC」・「GLC220 d 4MATIC Sports」を追加発売。同時に、既存モデルの一部改良も行われ、ヘッドアップディスプレイを「GLC250 4MATIC」・「GLC350 e 4MATIC Sports」・「Mercedes-AMG GLC43 4MATIC」に標準装備したほか、「GLC250 4MATIC」には、車速や走行条件に応じてダンピング特性や車高を自動的に調整する電子制御式エアサスペンション「AIR BODY CONTROLサスペンション」とブラックアッシュウッドトリムも標準装備した。また、SUVクーペモデルの「GLCクーペ」もGLCのモデル追加・一部改良と同時に日本でも公式発表・発売を開始した（「Mercedes-AMG GLC43 4MATIC Coupé」のみ、同年3月下旬販売開始）。
同年7月25日、一部改良。「安心安全サービス」と「快適サービス（同年8月サービス提供開始）」で構成されたテレマティクスサービス「Mercedes me connect（メルセデス ミー コネクト）」を新たに搭載した。これに伴い、全モデル5万円値上げされた。そして、「Mercedes-AMG GLC43 4MATIC」のSUVとクーペそれぞれに無償オプションとして設定されていた「ツインカラー20インチAMGマルチスポークアルミホイール〔フロントタイヤ：255/45R20／リアタイヤ：285/40R20〕」が標準装備へ変更となり、これまで標準装備として設定されていた「ツインカラー21インチAMG5ツインスポークアルミホイール〔フロントタイヤ：255/40R21／リアタイヤ：285/35R21〕」は廃止となった。
2018年1月1日、メーカー希望小売価格が改定され、GLC・GLCクーペの場合、7万円～10万円値上げされた。
2018年1月10日、「Mercedes-AMG GLC63 4MATIC+」・「Mercedes-AMG GLC63 S 4MATIC+」・「Mercedes-AMG GLC63 4MATIC+ クーペ」・「Mercedes-AMG GLC63 S 4MATIC+ クーペ」の追加設定と特別仕様車「Mercedes-AMG GLC63 S 4MATIC+ Edition1」・「Mercedes-AMG GLS63 S 4MATIC+ クーペ Edition1」（以下、「Edition 1」）が発表された（同日より注文受付開始、納車は6月ごろを予定）。エンジンにAMG 4.0L V8直噴ツインターボエンジンのM177型が搭載されており、外観には、メルセデスAMG・GT以外のモデルは初となる15本の垂直フィンで構成された「AMGパナメリカーナグリル」が採用された。「Edition 1」は「Mercedes-AMG GLC63 S 4MATIC+」をベースに、外観はハイグロスブラックパーツで構成された「AMGナイトパッケージ」、マットグラファイトグレーAMGスポーツストライプ、マットブラックペイント21インチAMGクロススポークアルミホイール（鍛造）などを装備。内装はブラックナッパレザー仕様のAMGスポーツシートやAMGパフォーマンステアリング（DAINAMICA）などが採用され、ステッチやアクセントにはイエローが用いられた。ボディカラーは「ダイヤモンドホワイト」と「オブシディアンブラック」の2色で、両モデル共に各色15台ずつ・30台の限定販売となる。
2019年5月23日、特別仕様車「GLC220 d 4MATIC Laureus Edition（ローレウスエディション）」を発売。「GLC220 d 4MATIC Sports」をベースに、外観はフロントグリル・フロントスポイラー・リアバンパー・ルーフレールなどにブラックアクセントを採用した「ナイトパッケージ」や専用ハイグロスブラックペイント19インチAMG5ツインスポークアルミホイールを、内装はブラックアッシュウッドトリムが採用された。装備面では、パノラミックスライディングルーフ、「Burmesterサウランドサウンドシステム」、8ウェイパワーシート、Mercedes me connectが特別装備された。ボディカラーは通常設定の8色に加え、「モハーベシルバー（メタリックペイント・有料色）」と「セレナイトグレーマグノ（スペシャルマットペイント・有料色）」が特別設定された。なお、本仕様車の売り上げの一部はリシュモン社とダイムラー社が共同で設立された財団の一つである「ローレウス・スポーツ・フォー・グッド財団」へ寄付される。360台の台数限定販売である。
2019年10月3日、マイナーチェンジを発表（同日より受注受付開始、AMGラインは12月、それ以外のモデルは11月より納車予定）。内外装デザインが一新された。外観はフロントのボンネットにクローム仕上げのアンダーガードと2本のパワードームが備わり、ラジエターグリル内にはツインルーバーデザインが装備された。一部グレードにオプションで用意されているAMGラインを装着した場合はグリルデザインが台形型となり、ダイヤモンドグリルとシングルルーバー、バンパー下部左右には2本のフィンを配置し、シルバークロームのフロントエプロン装着されるなど、スポーティー志向のデザインとなる。リアはバンパーとエグゾーストエンドが一新され、フルLEDリアコンビネーションランプも新デザインに変更された。内装はダッシュボード中央に高精細10.25インチの「ワイドディスプレイ」が装備され、ステアリングホイールはSクラスと同一デザインのものに変更。装備面では各種ヒーターやパフュームアトマイザー、シート設定、照明、音楽等のシステムを統合的にコントロールする「エナジャイジング コンフォート」が全車にオプション設定され、4代目Aクラス（W177）と同じ新型の自然対話式音声認識機能を備えた対話型インフォテインメントシステム「MBUX」も搭載された。安全性能では、歩行者・飛び出し・右折時対向車検知機能を備えた「アクティブブレーキアシスト」が新たに標準装備された。グレード体系はGLC/GLCクーペ共通で「GLC220 d 4MATIC」、「GLC300 4MATIC」、「Mercedes-AMG GLC43 4MATIC」、「Mercedes-AMG GLC63 4MATIC+」、「Mercedes-AMG GLC63 S 4MATIC+」の5種類に整理された。「GLC220 d 4MATIC」はEクラスにも搭載されている2.0L直列4気筒クリーンディーゼルであるOM654型へ換装され、最高出力を194PSに向上するとともに、振動・騒音の低減も実現した。新グレードの「GLC300 4MATIC」には2.0L直列4気筒ターボのM264型が搭載されており、ツインスクロールターボチャージャーや可変バルブリフトシステム「CAMTRONIC」の採用により、「GLC250 4MATIC Sports」に搭載されていた274型に比べ、最高出力が47PS向上されて258PSに、最大トルクが2kgm向上され37.7kgmになった。「Mercedes-AMG GLC43 4MATIC」はターボの大型化と制御改良により、最高出力が23PS向上されて390PSとなった。
2019年10月24日、世界初の燃料電池プラグインハイブリッド車「GLC F-CELL」が発表された。納車は2020年中頃となる。リアシート下部とセンタートンネル部に700気圧タンクを採用した水素タンクを、車体後部にはプラグを介しての普通交流充電や回生ブレーキによって発電された電気を充電する13.5kWhのリチウムイオン高電圧バッテリーが配置されており、最高出力200PS・最大トルク350Nmを発生するモーターを回転して動力を得る仕組みとなっている。燃料電池と高電圧バッテリーの2種類の電源を備えることで、加速の最初期は高電圧バッテリーに充電された電気を使用し、その後は燃料電池で発電した電気をメインに使用するなどそれぞれの特性を生かした走行が可能なほか、システムモードを切り替えることで、燃料電池単体では不可だった短距離での高電圧バッテリーのみで走行や水素不足で最寄りの水素ステーションまで走行する際に高電圧バッテリーの充電を行って総航続距離を延ばすことが可能である。デザインは既存のGLCと差別化されており、フロントグリル・サイドスカート・リアバンパーにEQブランドを象徴するブルーアクセントが配され、サイドに「F-CELL」ロゴが入ったブルーのデカールを、アルミホイールはEQCと同じ20インチ10スポークアルミホイール（ブルーアクセント）がそれぞれ装着される。また、フロントバンパーも専用デザインとなる。なお、本モデルは、水素ステーション網の関係から、欧州以外では日本のみの販売となる。また、原則4年間のクローズエンドリース契約での提供が予定されており、車両は4年後に返却となるが、4年間（または150,000kmに達した時のいずれか早い方まで）は保証プログラム「メルセデス・ケア」の適用により一般保証修理、定期メンテナンス（点検整備の作業工賃・交換部品）、24時間ツーリングサポート、地図データ更新が無償となるほか、4回まで無料で希望する他のモデル（車種）の利用が可能な週末貸出サービス「シェアカー・プラス」の利用も可能である。
2020年4月3日、プラグインハイブリッド車「GLC350 e 4MATIC クーペ」が新仕様で発売された。リチウムイオンバッテリーの蓄電容量向上によりモーターアシストが向上され、システム総合の最高出力が320PS（235kW）、最大トルクが700N・mに向上。200V・30A（6.0kW）の充電に対応するほか、定額料金を支払うことで普通充電器が無料（追加料金なし）で利用可能な充電サービス「Mercedes me Charge AC」への加入が可能となった（利用時には登録が必要）。そのほか、2019年10月にマイナーチェンジされたGLCクーペ同様、対話型インフォテインメントシステム「MBUX」や「アクティブブレーキアシスト（歩行者/飛び出し/右折時対向車検知機能付）」が搭載された。なお、今回は右ハンドル仕様となる。
同年8月19日、特別仕様車「GLC220 d Night Edition」が発売された。AMGスタイリングパッケージをベースに、通常はシルバーとなるフロントグリル・フロントスポイラー・ウインドウモール・リアバンパー・ルーフレールなどにブラックが施された専用のナイトパッケージと19インチAMG5ツインスポークアルミホイールを採用。また、片側84個のLEDを備え、マルチパーパスカメラとコントロールユニットで毎秒100回の頻度で配光パターンを解析し、高精度な配光を実現するマルチビームLEDヘッドライトを特別装備した。内装も通常は設定が無いレザーARTICO素材を用いたブラックのシートが特別装備され、インテリアトリムにもブラックアッシュウッドを採用した。併せて、SUVモデルにはパノラミックススライディングルーフを、クーペモデルにはガラススライディングルーフが特部烏装備された。ボディカラーはオブシディアンブラックと有料色のダイヤモンドホワイトの2色で、SUVモデルは200台（オブシディアンブラック:130台、ダイヤモンドホワイト:70台）、クーペモデルは100台（オブシディアンブラック:65台、ダイヤモンドホワイト:35台）の台数限定販売となる。
2021年1月7日、プラグインハイブリッド「GLC350 e 4MATIC」が新仕様となり発表された（同日より予約注文の受付を開始、4月以降に納車）。2020年4月に発表された「GLC350 e 4MATIC クーペ」同様に、システム総合の最高出力並びに最大トルクの向上、6.0kW（200V・30A）の充電や充電サービス「Mercedes me Charge AC」への対応、「MBUX」や「アクティブブレーキアシスト（歩行者/飛び出し/右折時対向車検知機能付）」を搭載、右ハンドル仕様となった。
同年4月19日、クーペの特別仕様車「GLC220 d 4MATIC Coupé Magno Night Edition（マグノナイトエディション）」が発売された。ボディカラーに、通常のカタログモデルでは設定不可となる艶消しグレーのセレナイトグレーマグノを特別色として設定され、AMGスタイリングパッケージをベースに、フロントグリル・ドアミラー・フロントスポイラー・ウインドウモール・リアバンパーをシルバーからブラックに変更した専用ナイトパッケージや、ハイグロスブラックペイント20インチAMG5ツインスポークアルミホイールを特別装備。ヘッドライトはウルトラハイビームを備えたマルチビームLEDとなり、アダプティブハイビームアシストプラスとLEDコーナリングライトが装備された。内装は本革ブラックのシートとブラッグアッシュウッドのインテリアトリムとし、12.3インチコックピットディスプレイや前席シートベンチレーションが特別装備され、前席カップホルダーカバーに「Magno Night Edition」のバッチを装着。足回りにはAIR BODY CONTROLサスペンションが装備された。100台の限定販売となる。
同年5月12日、特別仕様車「GLC220 d 4MATIC Sports Line Edition（スポーツラインエディション）」が発表された（同日より予約注文の受付を開始、同年5月下旬ごろより順次納車）。外観にAMGスタイリングパッケージ（フロント・リア）、19インチAMG5ツインスポークアルミホイールが特別装備され、Mercedes-Benzロゴ入りのブレーキキャリパー&ドリルドベンチレーティッドディスク（フロント）を採用。内装には12.3インチコックピットディスプレイが装備され、ブラックアッシュウッドのインテリアトリムを採用。空気清浄機能にパフュームアトマイザー、強化フィルターエレメント、高密度花粉フィルターを搭載したエアバランスパッケージも特別装備された。
同年12月24日、仕様変更（2022年1月納車開始）。約35km/h以下で走行中に超音波センサーが左右の駐車スペースを自動検出し、自動操舵・ブレーキ・シフトチェンジ・速度コントロール機能で自動で並列駐車するアクティブパーキングアシストと、Apple CarPlay及びAndroid Autoに対応し、スマートフォンのアプリをメディアディスプレイで使用可能にするスマートフォン連携機能を全モデルに、AMGパフォーマンスエクゾーストシステムをAMG GLC 43 4MATIC（クーペを含む）にそれぞれ標準するとともに、全モデルにおいてフットトランクオープナーとワイヤレスチャージングの標準装備の設定が停止され、リモコンのシルバークローム部分をハイグロスからマットに変更され、ボディカラーのブリリアントブルーをスペクトラルブルーへ入れ替え、オプションのレザークルーシブパッケージに含まれていたブルメスターサウランドサウンドシステムの設定を停止。GLC 220 d 4MATIC（クーペを含む）はインテリアトリムの素材をブラウンアッシュウッドからブラウンウォールナットウッドへ変更、GLC 350 e 4MATIC（クーペを含む）は左右に装着されていた「EQ Power」バッジを廃止、Mercedes-AMG GLC 43 4MATIC（クーペを含む）を除くモデルに設定されていたマグマグレー/ブラックの内装色を廃止。また、原材料費等の高騰に対応し、メーカー希望小売価格が見直された。
| グレード                                                        | 排気量・エンジン                                | 最高出力・最大トルク                                | 駆動方式 | 発売日                                      |
| --------------------------------------------------------------- | ----------------------------------------------- | --------------------------------------------------- | -------- | ------------------------------------------- |
| GLC200 GLC200 Coupé                                             | 274型 1,991cc 直列4気筒 DOHC ターボ             | 184PS/5,500rpm 30.6kgm/1,200～4,000rpm              | 後輪駆動 | 2017年2月22日                               |
| GLC200 Sports GLC200 Coupé Sports                               | 274型 1,991cc 直列4気筒 DOHC ターボ             | 184PS/5,500rpm 30.6kgm/1,200～4,000rpm              | 後輪駆動 | 2017年2月22日                               |
| GLC220 d 4MATIC GLC220 d 4MATIC Coupé                           | OM654型 1,950cc 直列4気筒 DOHC ディーゼルターボ | 194PS/3,800rpm 40.8kgm/1,600～2,800rpm              | 四輪駆動 | 2019年10月3日                               |
| GLC220 d 4MATIC Sports GLC220 d 4MATIC Coupé Sports             | 651型 2,142cc 直列4気筒 DOHC ディーゼルターボ   | 170PS/3,000～4,200rpm 40.8kgm/1,400～2,800rpm       | 四輪駆動 | 2017年2月22日                               |
| GLC250 4MATIC                                                   | 274型 1,991cc 直列4気筒 DOHC ターボ             | 211PS/5,500rpm 35.7kgm/1,200rpm～4,000rpm           | 四輪駆動 | 2016年2月9日（SUV） 2017年2月22日（クーペ） |
| GLC250 4MATIC Sports GLC250 4MATIC Coupé Sports                 | 274型 1,991cc 直列4気筒 DOHC ターボ             | 211PS/5,500rpm 35.7kgm/1,200rpm～4,000rpm           | 四輪駆動 | 2016年2月9日（SUV） 2017年2月22日（クーペ） |
| GLC300 4MATIC GLC300 4MATIC Coupé                               | M264型 1,991cc 直列4気筒 DOHC ターボ            | 258PS/5,800rpm～6,100rpm 37.7kgm/1,800rpm～4,000rpm | 四輪駆動 | 2019年10月3日                               |
| GLC350 e 4MATIC GLC350 e 4MATIC Coupé                           | 274型 1,991cc 直列4気筒 DOHC ターボ             | 211PS/5500rpm 35.7kgm/1,200rpm～4,000rpm            | 四輪駆動 | 2016年9月9日（SUV） 2017年2月22日（クーペ） |
| Mercedes-AMG GLC43 4MATIC Mercedes-AMG GLC43 4MATIC Coupé       | M276型 2,996cc V型6気筒 DOHC ツインターボ       | 390PS/5,500～6,000rpm 53.0kgm/2,500rpm～4,500rpm    | 四輪駆動 | 2016年9月9日（SUV） 2017年3月下旬（クーペ） |
| Mercedes-AMG GLC63 4MATIC+ Mercedes-AMG GLC63 4MATIC+ Coupé     | M177型 3,982cc V型8気筒 DOHC ツインターボ       | 476PS/5,500～6,250rpm 66.3kgm/1,750rpm～4,500rpm    | 四輪駆動 | 2018年1月10日                               |
| Mercedes-AMG GLC63 S 4MATIC+ Mercedes-AMG GLC63 S 4MATIC+ Coupé | M177型 3,982cc V型8気筒 DOHC ツインターボ       | 510PS/5,500～6,250rpm 71.4kgm/1,750rpm～4,500rpm    | 四輪駆動 | 2018年1月10日                               |

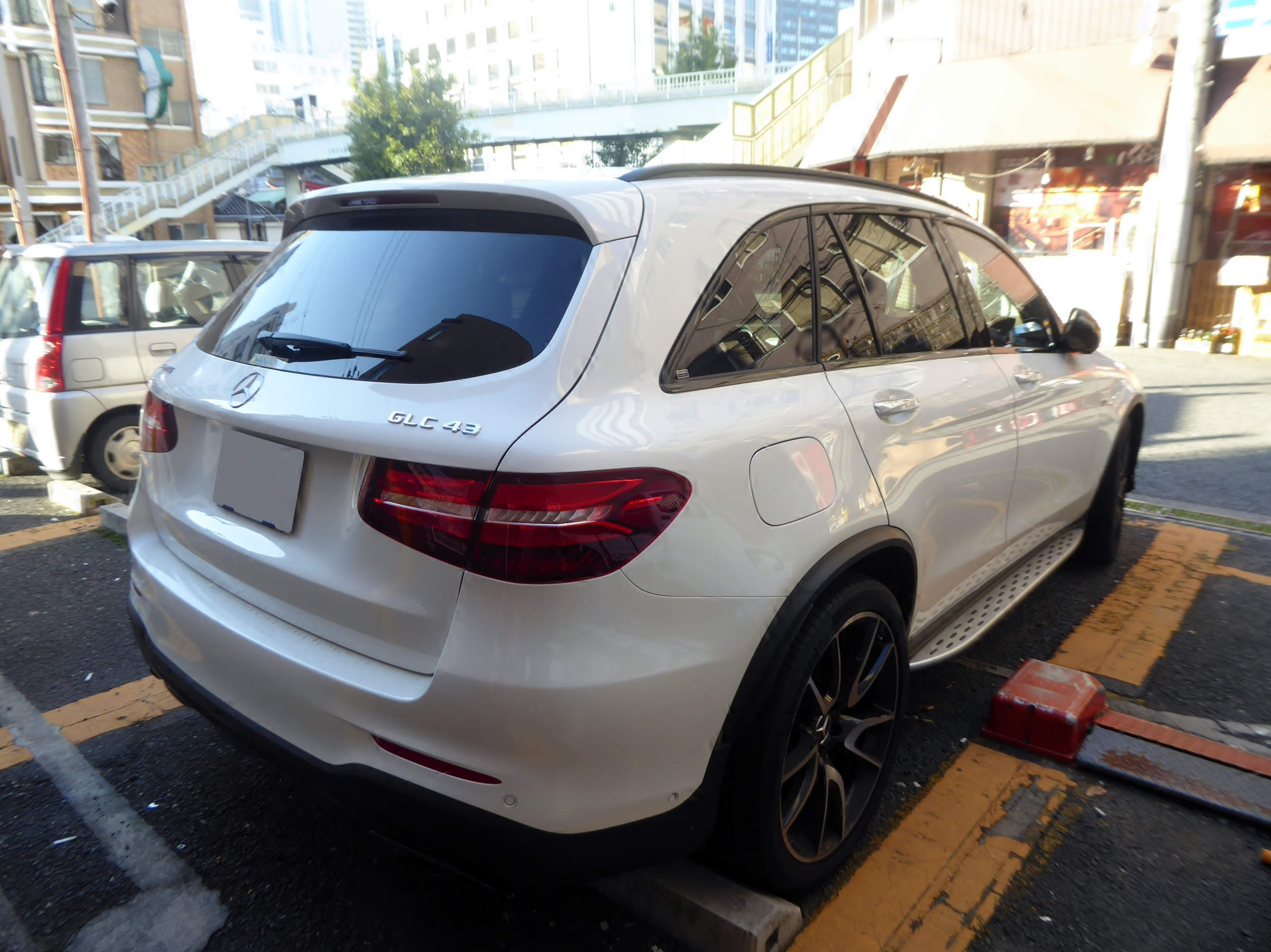
メルセデスAMG GLC43 4MATIC（前期型）・リア
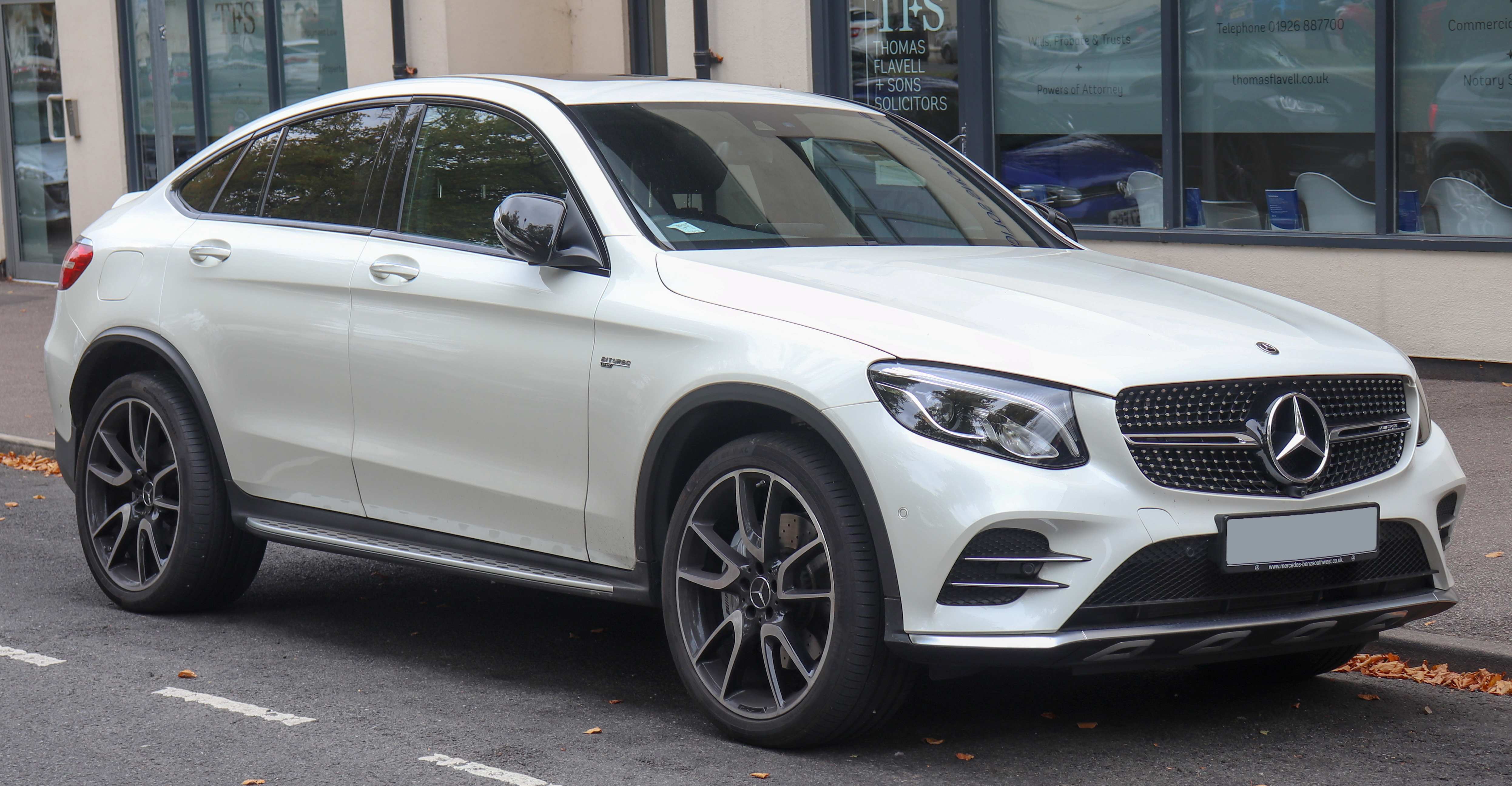
メルセデスAMG GLC43 4MATIC クーペ（前期型）
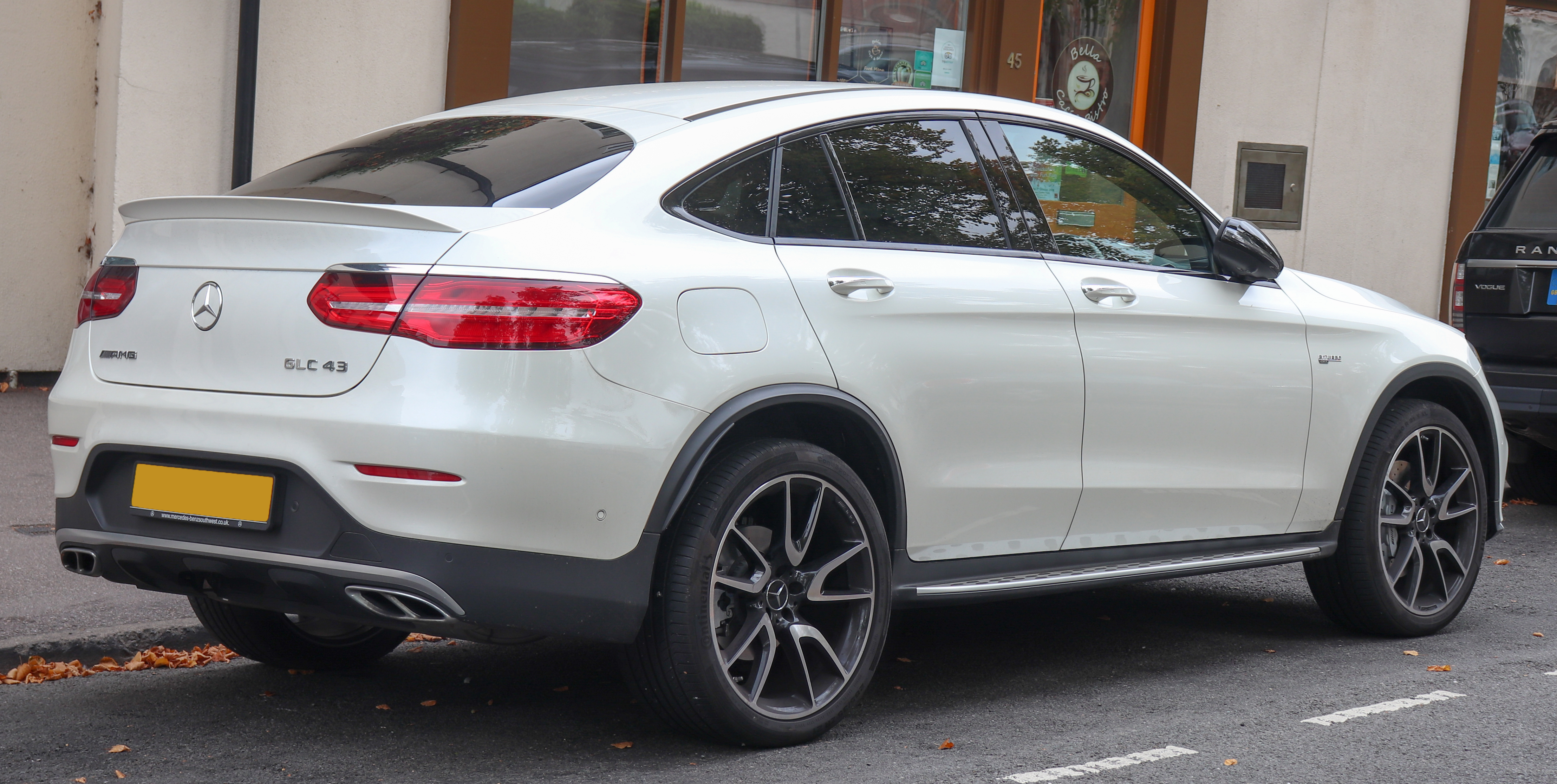
メルセデスAMG GLC43 4MATIC クーペ（前期型）・リア
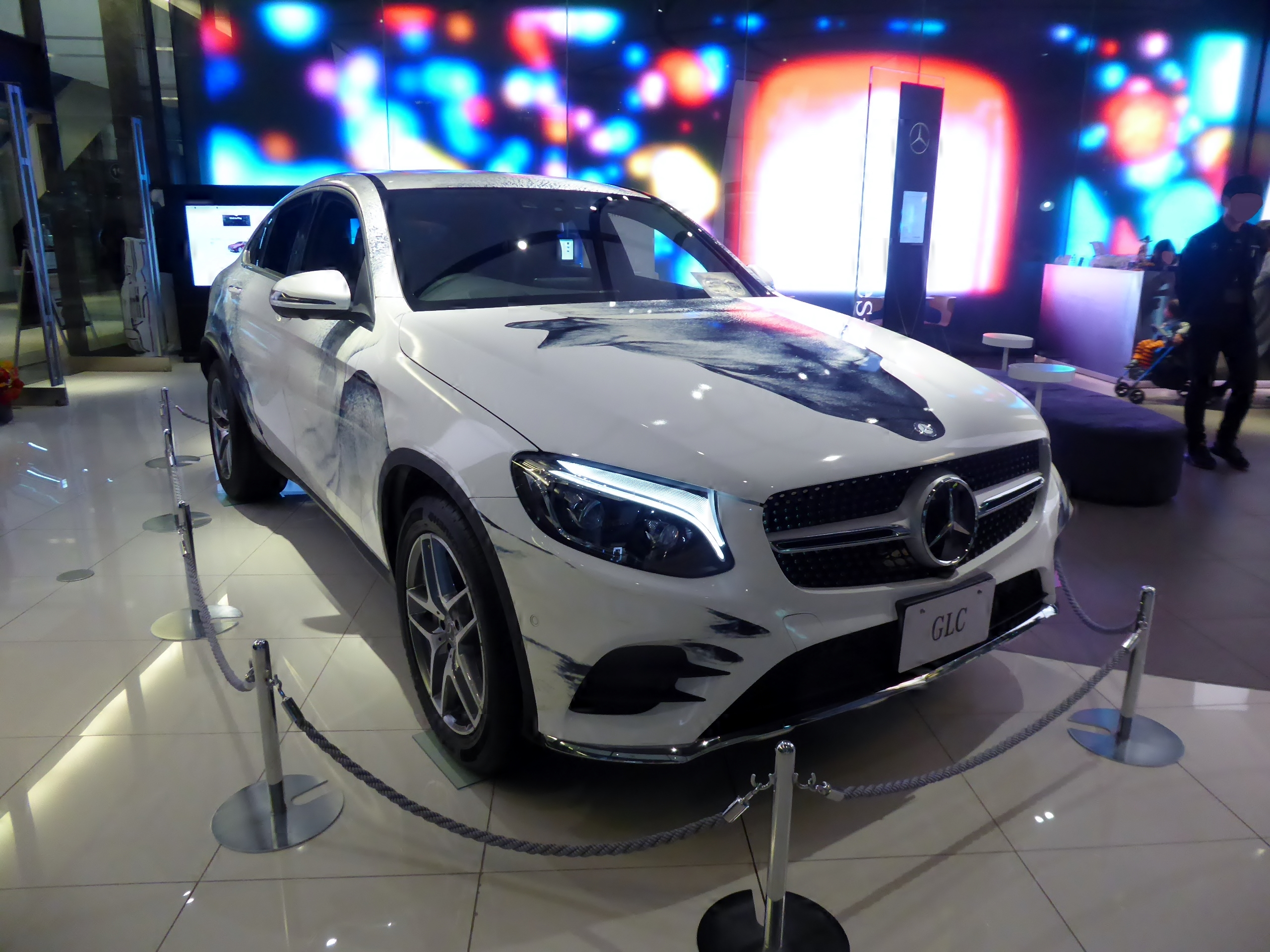
GLC250 4MATIC クーペ スポーツ（前期型） アートカー仕様
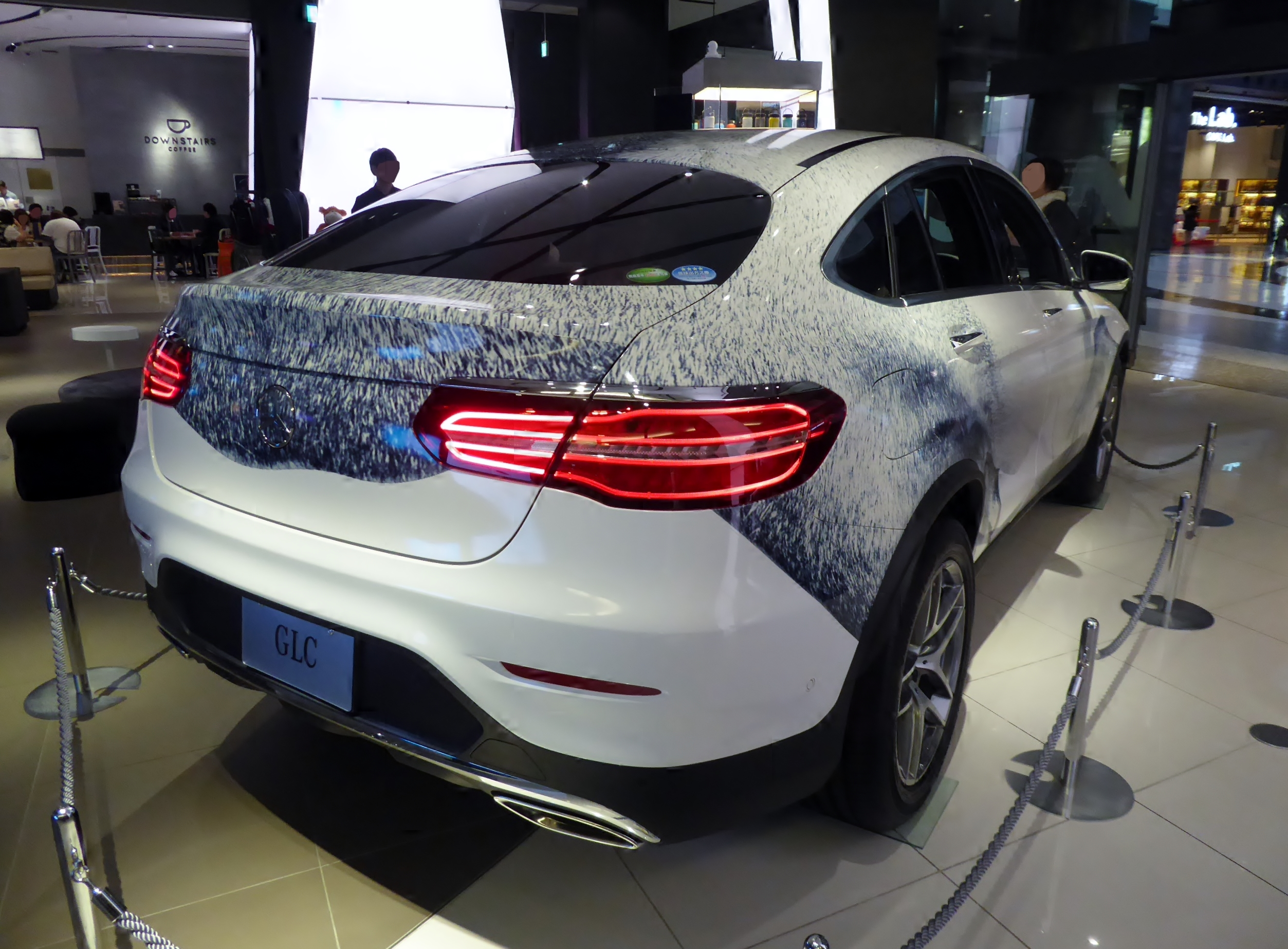
GLC250 4MATIC クーペ スポーツ（前期型） アートカー仕様・リア
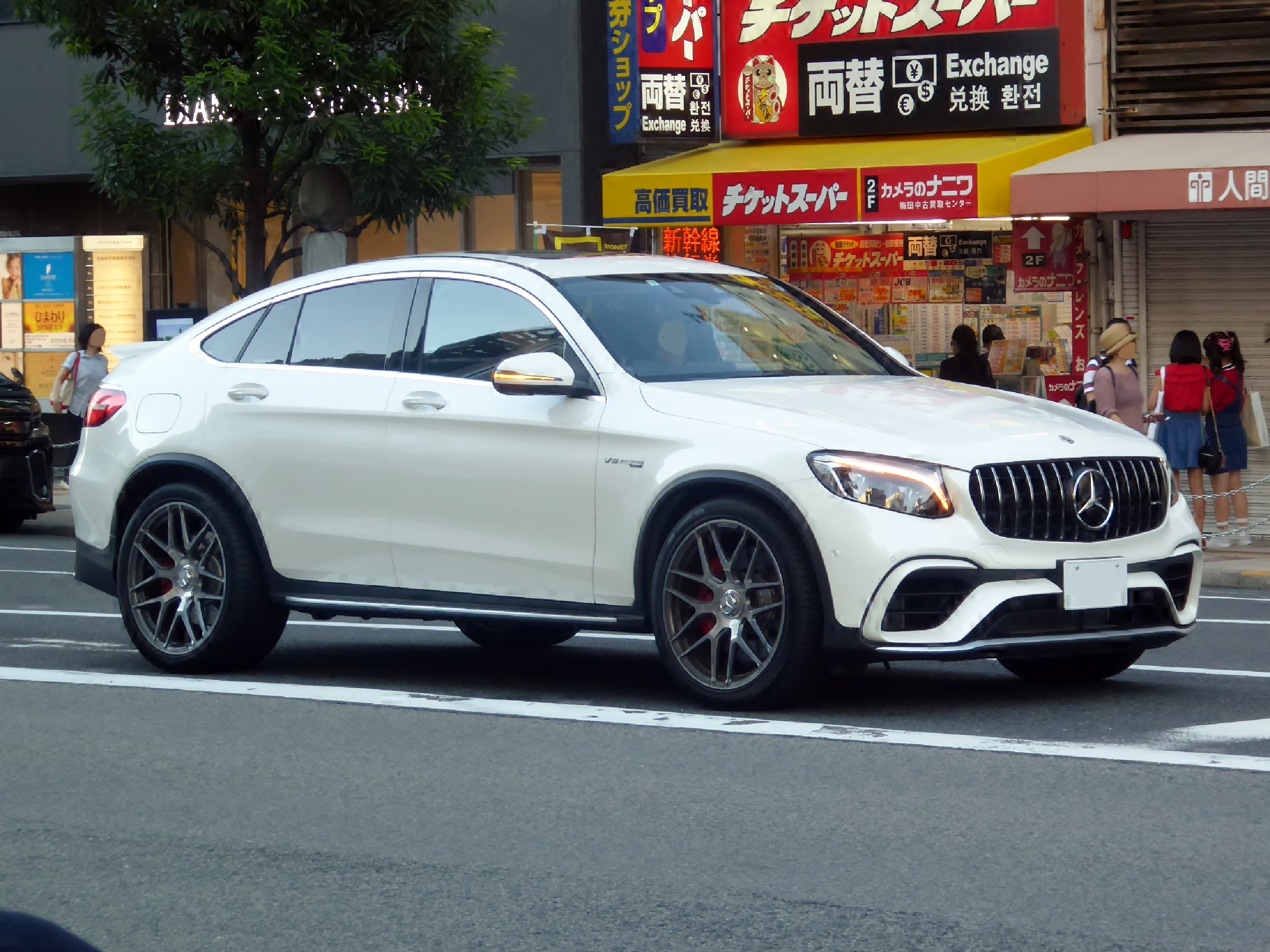
メルセデスAMG GLC63 S 4MATIC+ クーペ（前期型）
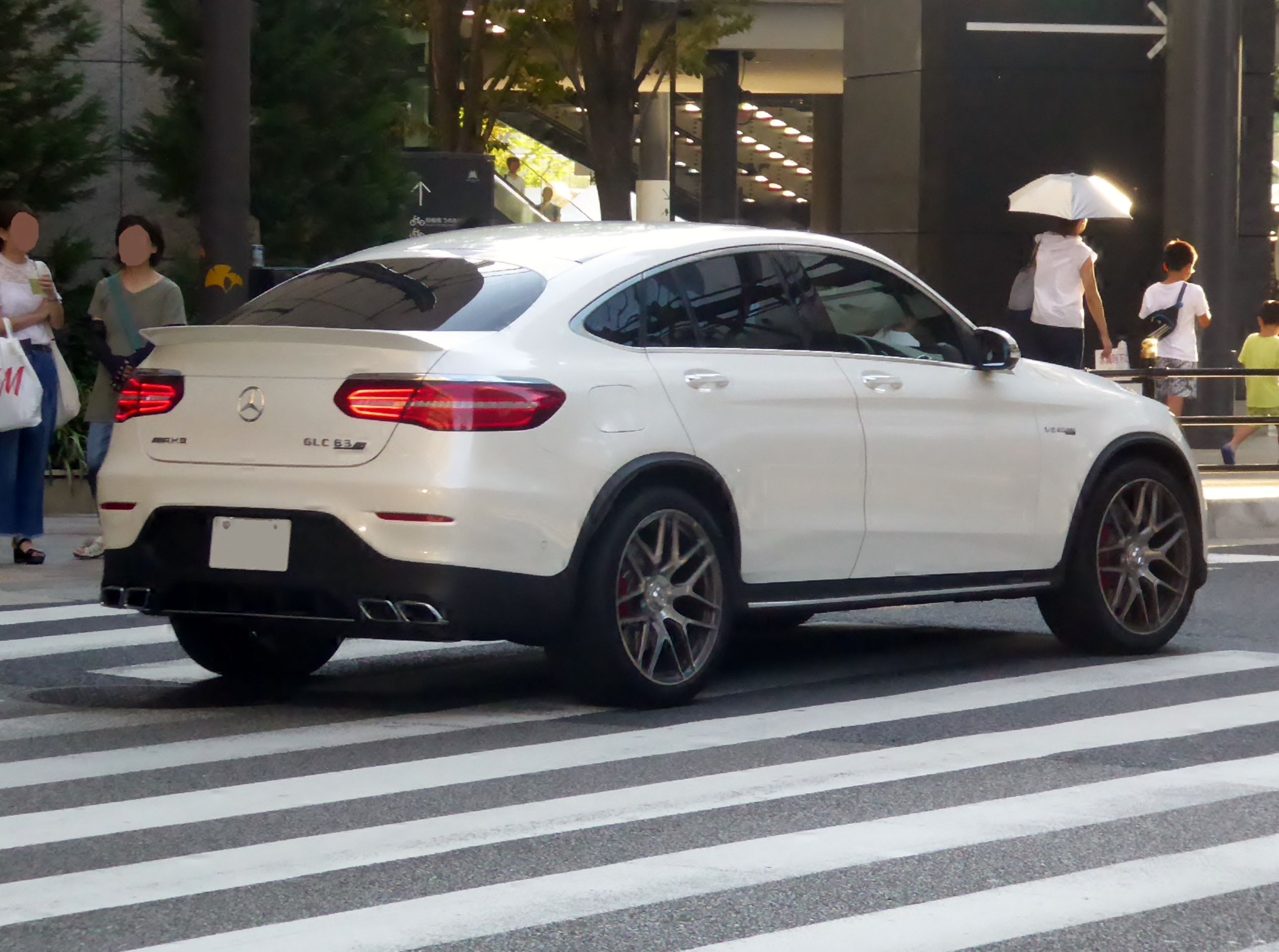
メルセデスAMG GLC63 S 4MATIC+ クーペ（前期型）・リア
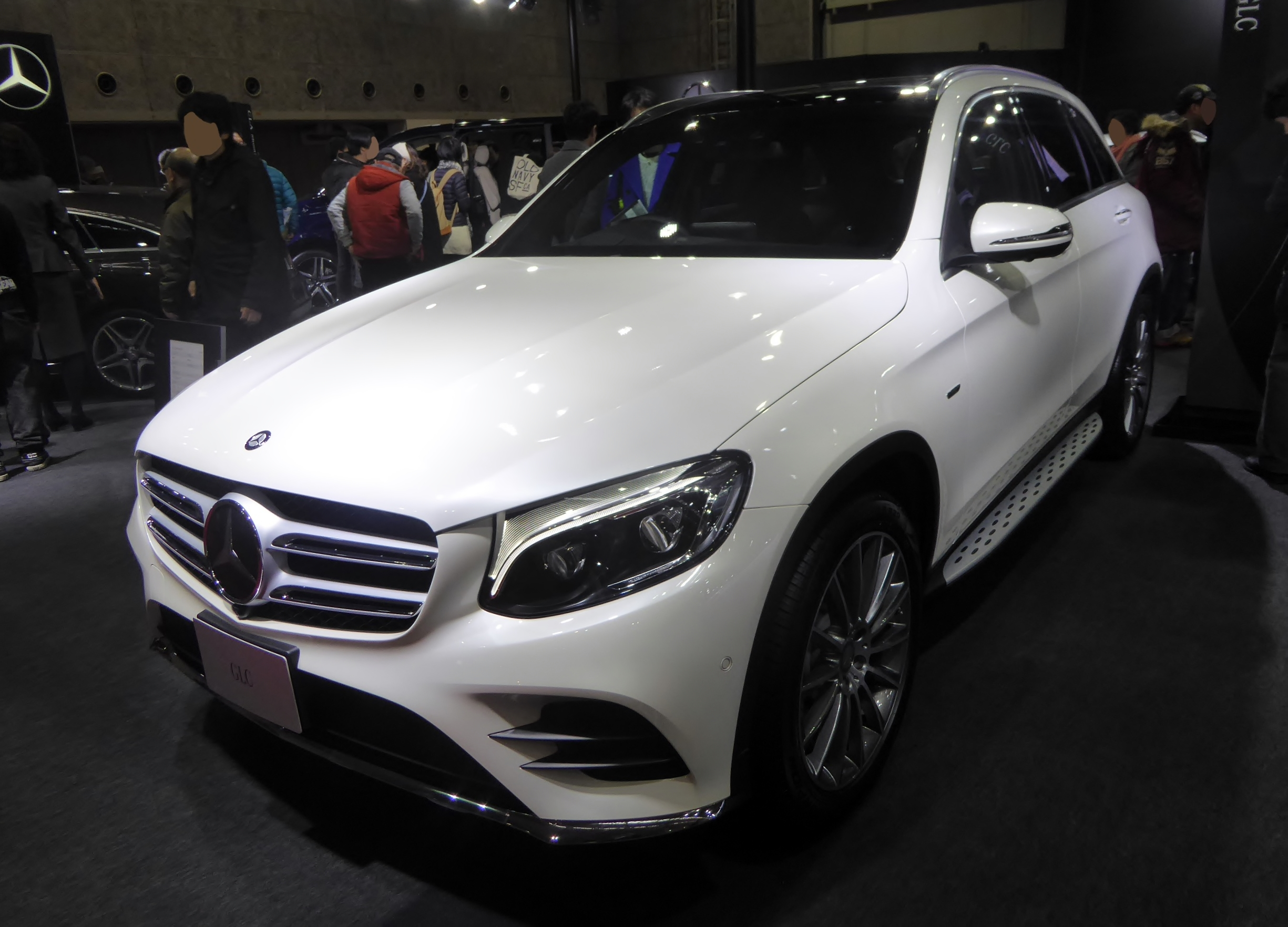
GLC250 4MATIC スポーツ（大阪モーターショー2015展示車両）
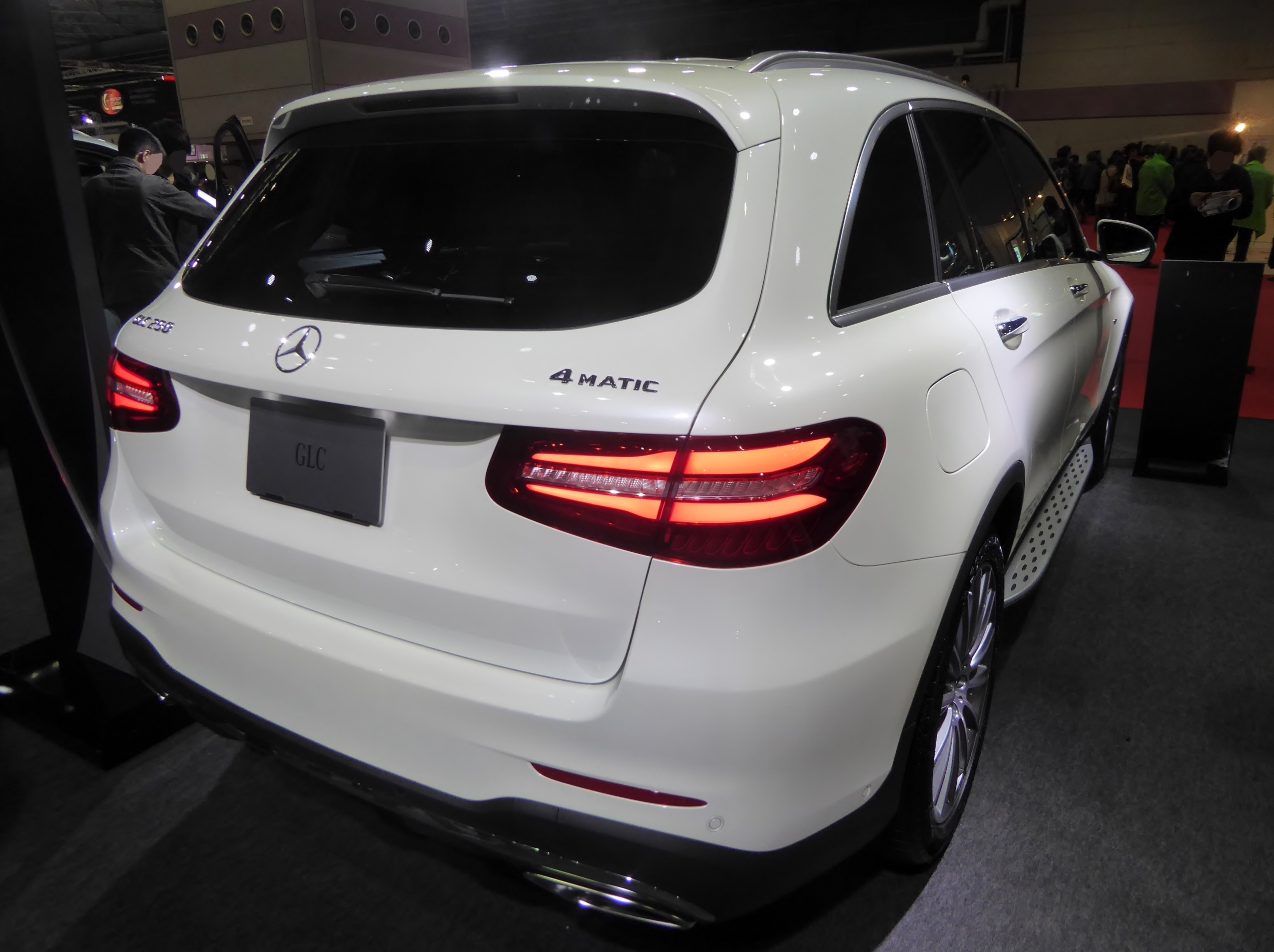
GLC250 4MATIC スポーツ（大阪モーターショー2015展示車両）

## 2代目（X254・C254、2023年 - ）
2022年6月1日、欧州でオンラインによるワールドプレミアが実施・披露された。
メルセデスのデザイン基本思想である「Sensual Purity（官能的純粋）」 を継承し、他のモデル同様、『Intelligence（知性）』と『Emotion（感情）』 を感じさせるモデルとなっている。先代と比較し、ホイールベースを15mm、全長を50mm伸長し、伸びやかでスポーティなシルエットとなった。 なお、全幅は先代と同様の1,890mmである。 AMGラインには新たにスターパターングリルが採用された。
全車にBSG（ベルトドリブン・スターター・ジェネレーター）またはISG（インテグレーテッド・スターター・ジェネレーター）が搭載されたことで、全てのモデルで電動化がなされた。搭載されるパワートレインは、ベースとなるCクラス（W206）とは異なり、直列4気筒のモジュラーエンジンのみならず、直列6気筒エンジンも用意されている（本国仕様）。
直感的な操作設定が可能な縦型のセンターディスプレイ（11.9インチ）、直感的な行先案内が可能なARナビゲーション、片側130万画素の超高機能を備える DIGITALライト（ウルトラハイビーム付き）など、フラッグシップモデルであるSクラス（W223）譲りの新技術を多数採用している。
360°カメラシステムを用い、メディアディスプレイにフロント部分下方の路面の映像を仮想的に映し出す「トランスペアレントボンネット」をメルセデスとして初採用したほか、車両の傾き、 路面の勾配等をディスプレイに表示する「オフロードスクリーン」を装備することで オフロード性能の向上が図られている。
車や歩行者に加え、自転車も検知するよう進化した「アクティブブレーキアシスト」や「緊急回避補助システム」をはじめ、ステレオマルチパーパスカメラと、360度カメラシステムを併用することで、より精密に、車線中央を維持する「アクティブステアリングアシスト」など、最新の安全運転支援システム「インテリジェントドライブ」も搭載されている。
Cクラス（W206）では廃止されたエアサスペンションも引き続き設定され、選択モードによって車高が上下する。さらに、後輪操舵システム「リア・アクスルステアリング」を新たに採用した。約60km/h以下では、リアホイールをフロントホイールとは逆方向に最大4.5度、約60km/hを以上では、リアホイールをフロントホイールと同じ方向に最大4.5度操舵することで、走行安定性の向上だけでなく、最小回転半径の小径化（5.5m→5.1m）にも寄与している。

### 日本仕様
2023年3月16日、日本仕様のフルモデルチェンジを発表（同日より予約注文の受付を開始、納車は3月下旬ごろより順次実施）。グレードは、初代にも設定されていたディーゼルエンジン搭載の四輪駆動車「GLC 220 d 4MATIC」【MP:202301】のみであった。エンジンは、クランクシャフトを新型に置き換えたことで、排気量を42cc拡大し、燃料噴射圧力を引き上げたOM654M型となった。さらにエンジンとトランスミッションの間にISGを搭載し、短時間のブーストを可能にするとともに、加速性能の向上と低燃費化に寄与するマイルドハイブリッド仕様となった。
同年9月、仕様変更を実施。【MP:202401】では、AMGラインパッケージ装着時のAMGアルミホイールの拡大（19インチ→20インチ）と、これまで標準装備であった「アンビエントライトプレミアム」のオプション化が行われた。
同年11月28日、クーペモデルであるGLCクーペの日本仕様をフルモデルチェンジ。先にフルモデルチェンジしたSUV同様、ディーゼルエンジン+ISGを搭載したマイルドハイブリッド仕様の四輪駆動車「GLC 220 d 4MATIC Coupé」【MP:202401】のみの設定であった。基本的な仕様や装備はSUVに準ずるが、アンビエントライトプレミアムは標準装備となっている。
同年11月29日、SUVに追加モデルとなる「GLC 350 e 4MATIC Sports Edition Star」【MP:202401】を発売。2.0L 直列4気筒ターボエンジンである254M20型に、容量31.2kWhのリチウムイオンバッテリーと電気モーターを組み合わせたプラグインハイブリッド車となる。プレッシャポイント機能を備えた「インテリジェントアクセルペダル」を装備し、急速充電（CHAdeMO）と交流普通充電の両方に対応している。AMGラインパッケージや、ドライバーズパッケージ（リア・アクスルステアリング、AIRMATICサスペンション）といったオプション装備を標準搭載しており、CEV補助金と税制優遇が適用された場合、同条件の「GLC 220 d 4MATIC」と比較して約40万円、割安な価格設定となっている。
2024年2月15日、SUVに「Mercedes-AMG GLC 43 4MATIC」および「Mercedes-AMG GLC 63 S E PERFORMANCE」を追加発表・発売。GLC 43のパワートレインには、F1由来の新技術を採用した直列4気筒エンジン「M139」に、エレクトリック・ エグゾーストガス・ターボチャージャーを採用。 またGLCとしては初採用となるBSGは第2世代のもので、48V電気システムの中ではマイルドハイブリッドとしても機能する。トランスミッションには、従来63モデルにのみ搭載されていた「AMGスピード シフト MCT」が備わるほか、パフォーマンス志向フルタイム四輪駆動システムのAMG 4MATICは、前後トルク配分が31：69とAMG独自の後輪重視型となっている。GLC 63 Sは、フロントにメルセデスAMG社でマイスターにより組み上げられた2.0Lターボエンジン、リアにバッテリーとモーターを搭載したプラグインハイブリッド車であり、0-100km/h 加速は3.5 秒となっている。このハイパフォーマンスバッテリーの容量は 6.1kWh で、定格出力80kW、最高出力150kW（10秒間）を発揮し、EV走行可能距離も16kmを確保している。
同年3月27日、SUVに仕様変更を実施。【MP:202402】では、「GLC 220 d 4MATIC」にてアンビエントライトプレミアムが再び標準装備となった。なお「GLC 350 e 4MATIC Sports Edition Star」はオプション設定のままである。
同年3月29日、クーペにスポーツモデルの「Mercedes-AMG GLC 43 4MATIC Coupé」および「Mercedes-AMG GLC 63 S E PERFORMANCE Coupé」を追加発表・発売。基本的な仕様や装備はSUVに準ずる。
同年4月25日、クーペにプラグインハイブリッドの「GLC 350 e 4MATIC Coupé Sports Edition Star」【MP:202401】を追加発表・発売。基本的な仕様や装備はSUVに準ずるが、アンビエントライトプレミアムは標準装備となっている。
同年9月25日、SUV・クーペに仕様変更を実施。【MP:202501】では、レザーエクスクルーシブパッケージおよびAMGレザーエクスクルーシブパッケージに、シートベンチレーター（シートヒーター機能を含む）とステアリングヒーターが追加設定された。併せて、メタリックペイントのノーティックブルーおよびモハーベシルバーが廃止され、新色のヴェルデシルバーが設定された。
同年10月2日、SUV・クーペに特別仕様車「GLC 220 d 4MATIC Edition Black Stars」を発表し、同日よりオンラインショールームにて先行受付を開始。「GLC 220 d 4MATIC」をベースに「AMGラインパッケージ」を標準装備したほか、通常モデルには設定のない、随所にブラックアクセントを施す「ナイトパッケージ」、Edition Black Stars仕様の「20インチAMGアルミホイール」を特別装備とした。外装色は、オブシディアンブラックとオパリスホワイトの2色を設定する。シートにはナッパレザー（ブラック）を、インテリアトリムにはブラックオープンポアウッドインテリアトリムを採用した。さらに、通常モデルではオプション設定となる「Burmester 3Dサラウンドサウンドシステム」、「パノラミックスライディングルーフ」、「AIRMATIC サスペンション」、「リア・アクスルステアリング」を標準装備とした。SUVが限定120台、クーペが限定80台の計200台限定で販売される。
2025年3月6日、SUV・クーペに「GLC 220 d 4MATIC Core」を追加発表・発売。「GLC 220 d 4MATIC」をベースに標準装備を見直し、シンプルなオプション構成にしたことで、約50万円安価な価格を実現した。ベース車に用意される「アドバンスドサウンドシステム」および「シートヒーター（後席左右）」は省かれ、「ARTICOダッシュボード」はオプション設定となる。ボディカラーは、ポーラーホワイト（ソリッド）、オブシディアンブラック（メタリック）、ハイテックシルバー（メタリック）の3色に厳選し、インテリアトリムは標準仕様にシルバーグレーダイヤモンドインテリアトリムを、AMGライン仕様にメタルウィーブインテリアトリムをそれぞれ初採用した。用意されるオプションはAMGラインパッケージとパノラミックスライディングルーフに限られ、ドライバーズパッケージやレザーエクスクルーシブパッケージ等は選択できない。なお、AMGライン仕様は、ベースモデルの20インチアルミホイール（RRT）とは意匠が異なる、マルチスポークタイプの20インチアルミホイール（RVU）を初採用する。
| グレード                                                                        | 排気量・エンジン                                 | 最高出力・最大トルク                      | 駆動方式 | 発売日                                        |
| ------------------------------------------------------------------------------- | ------------------------------------------------ | ----------------------------------------- | -------- | --------------------------------------------- |
| GLC 220 d 4MATIC Core GLC 220 d 4MATIC Coupé Core                               | OM654M型 1,992cc 直列4気筒 DOHC ディーゼルターボ | 197PS/3,600rpm 44.9kgf・m/1,800～2,800rpm | 四輪駆動 | 2025年3月6日                                  |
| GLC 220 d 4MATIC GLC 220 d 4MATIC Coupé                                         | OM654M型 1,992cc 直列4気筒 DOHC ディーゼルターボ | 197PS/3,600rpm 44.9kgf・m/1,800～2,800rpm | 四輪駆動 | 2023年3月16日（SUV） 2023年11月28日（クーペ） |
| GLC 350 e 4MATIC Sports Edition Star GLC 350 e 4MATIC Coupé Sports Edition Star | 254M20型 1,997cc 直列4気筒 DOHC ターボ           | 204PS/6,100rpm 30.6kgf・m/2,000～4,000rpm | 四輪駆動 | 2023年11月29日（SUV） 2024年4月25日（クーペ） |
| Mercedes-AMG GLC 43 4MATIC Mercedes-AMG GLC 43 4MATIC Coupé                     | M139型 1,991cc 直列4気筒 DOHC ターボ             | 421PS/6,750rpm 51.0kgf・m/5,000rpm        | 四輪駆動 | 2024年2月15日（SUV） 2024年3月29日（クーペ）  |
| Mercedes-AMG GLC 63 S E PERFORMANCE Mercedes-AMG GLC 63 S E PERFORMANCE Coupé   | M139型 1,991cc 直列4気筒 DOHC ターボ             | 476PS/6,750rpm 55.6kgf・m/5,250～5,500rpm | 四輪駆動 | 2024年2月15日（SUV） 2024年3月29日（クーペ）  |